# Complejo Deportivo Don Gregorio Pelaéz
El Complejo Deportivo Don Gregorio Pelaéz es el nombre que recibe un grupo de instalaciones deportivas en Cagayán de Oro al sur de Filipinas. Este centro deportivo se construyó en 1969 y fue sede de los primeros «Palarong Pambansa» (Juegos Nacionales) fuera del área metropolitana de Manila o Gran Manila en 1975. Es el parque deportivo más antiguo en el norte de Mindanao y abrió sus puertas al béisbol y el baloncesto en 1970. Asimismo, la estadio fue el más grande de Mindanao desde 1998 después de su renovación .

## Eventos deportivos
- Juegos nacionales (Palarong Pambansa) de 1975, 1977 , 1978 , 1988
- Juegos de la amistad Mindanao 2002
- Pequeños Juegos Olímpicos de Milo - Mindanao ( Desde 1997 )
- Campeonato del Festival Olímpico y Nacional de Filipinas de 2008